# Charcenne
Cet article possède un paronyme, voir Chaucenne.
Charcenne est une commune française du département de la Haute-Saône, de la région historique de Franche-Comté et de la région administrative de Bourgogne-Franche-Comté, en France. Elle comptait 298 habitants en 2022 appelés Charcennais et Charcennaises. Situé au pied des monts de Gy et traversé par le ruisseau de la Colombine, le village abrite un patrimoine historique notable, dont la chapelle Notre-Dame de Leffond et la chapelle du cimetière, toutes deux inscrites aux monuments historiques. Charcenne abrite depuis 1921 la fromagerie Milleret créée en 1921 et, depuis 1732, le domaine viticole Guillaume voué autant à la production de raisins que de plants de vigne.

## Géographie

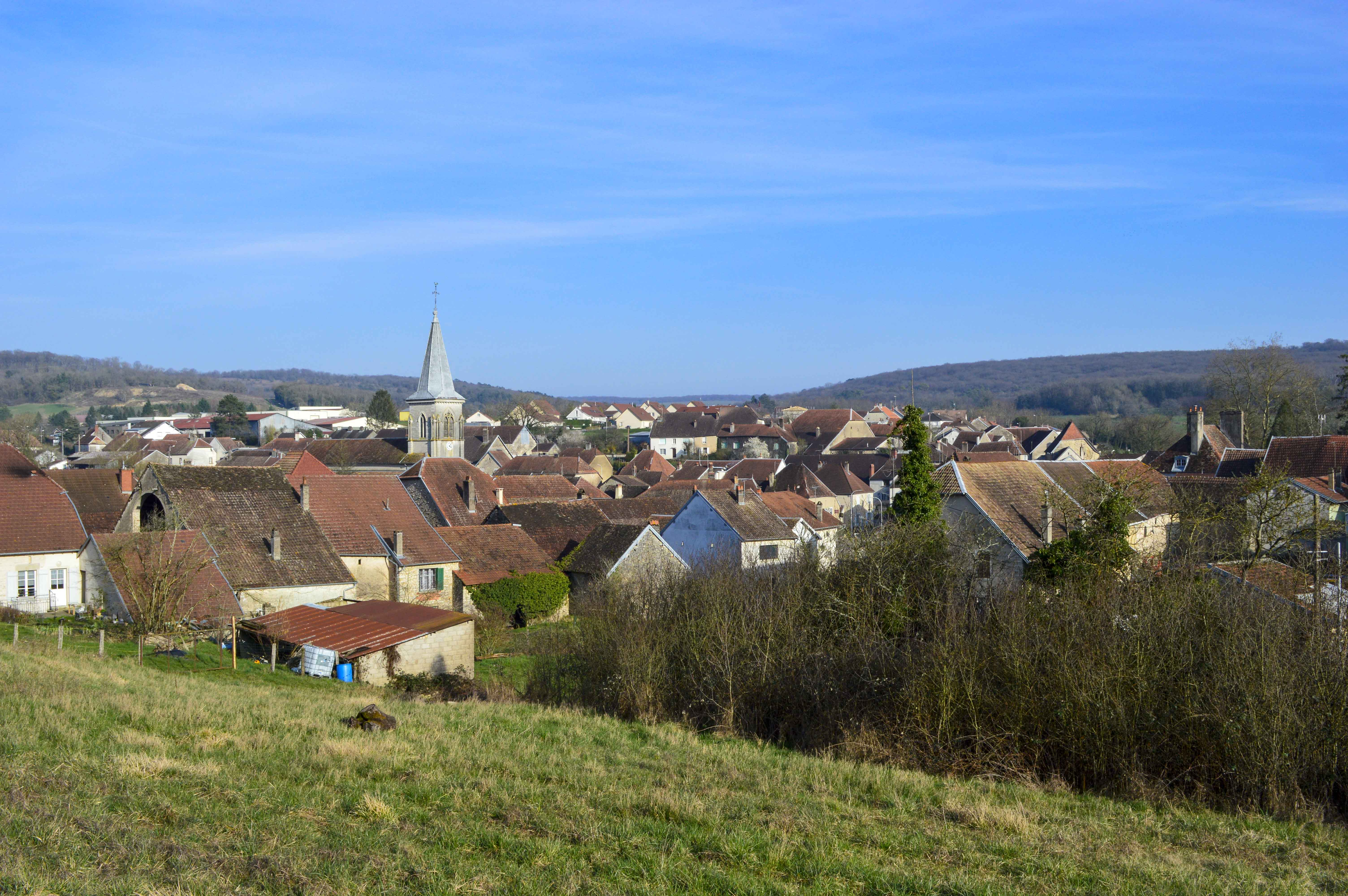
Vue générale sur le village.

### Situation
La commune de Charcenne est située en région Bourgogne-Franche-Comté, dans le sud-ouest du département de la Haute-Saône, à 9 kilomètres à vol d'oiseau au nord du département du Doubs. Les grandes villes les plus proches sont Besançon, située à 24 km à vol d'oiseau en direction du sud-est et Dijon, préfecture de la région, située à 56 km kilomètres vers l'ouest. Paris, la capitale se trouve à 303 km au nord-ouest. La distance la plus courte par la route entre le centre du village et le centre-ville de Besançon (mairie) est de 28 km. Elle fait partie du canton de Marnay, de la communauté de communes des Monts de Gy et elle est intégrée dans l'aire d'attraction de Besançon.Les communes limitrophes sont  Autoreille, Avrigney-Virey, Colombine, Cugney et Gy.

### Géologie et relief

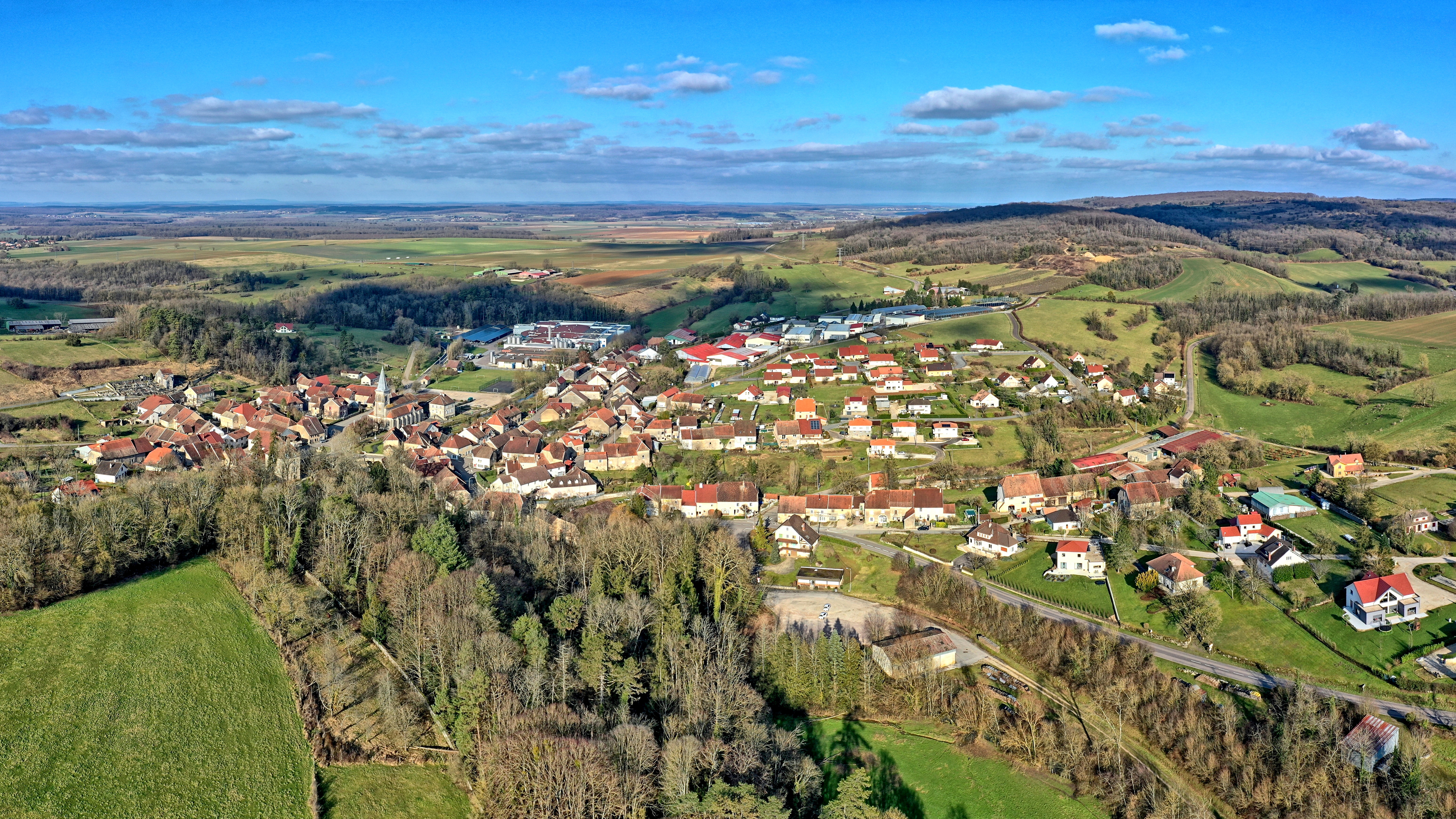
Vue générale du village.

Le village est établi dans la vallée de la Colombine qui prend sa source à moins d'un kilomètre au sud.

### Hydrographie
La Colombine, affluent de la Morthe y prend sa source.

### Climat
Pour des articles plus généraux, voir Climat de la Bourgogne-Franche-Comté et Climat de la Haute-Saône.
En 2010, le climat de la commune est de type climat des marges montargnardes, selon une étude du Centre national de la recherche scientifique s'appuyant sur une série de données couvrant la période 1971-2000. En 2020, Météo-France publie une typologie des climats de la France métropolitaine dans laquelle la commune est exposée à un climat semi-continental et est dans la région climatique  Lorraine, plateau de Langres, Morvan, caractérisée par un hiver rude (1,5 °C), des vents modérés et des brouillards fréquents en automne et hiver. 
Pour la période 1971-2000, la température annuelle moyenne est de 10,5 °C, avec une amplitude thermique annuelle de 17,4 °C. Le cumul annuel moyen de précipitations est de 1 020 mm, avec 13 jours de précipitations en janvier et 9,5 jours en juillet. Pour la période 1991-2020, la température moyenne annuelle observée sur la station météorologique de Météo-France la plus proche, « Cugney », sur la commune de Cugney à 4 km à vol d'oiseau, est de 11,2 °C et le cumul annuel moyen de précipitations est de 958,2 mm. 
La température maximale relevée sur cette station est de 40 °C, atteinte le 31 juillet 2020 ; la température minimale est de −17 °C, atteinte le 20 décembre 2009,,. 
Les paramètres climatiques de la commune ont été estimés pour le milieu du siècle (2041-2070) selon différents scénarios d'émission de gaz à effet de serre à partir des nouvelles projections climatiques de référence DRIAS-2020. Ils sont consultables sur un site dédié publié par Météo-France en novembre 2022.

## Urbanisme

### Typologie
Au 1er janvier 2024, Charcenne est catégorisée commune rurale à habitat dispersé, selon la nouvelle grille communale de densité à sept niveaux définie par l'Insee en 2022.
Elle est située hors unité urbaine. Par ailleurs la commune fait partie de l'aire d'attraction de Besançon, dont elle est une commune de la couronne,. Cette aire, qui regroupe 310 communes, est catégorisée dans les aires de 200 000 à moins de 700 000 habitants,.

### Occupation des sols
L'occupation des sols de la commune, telle qu'elle ressort de la base de données européenne d’occupation biophysique des sols Corine Land Cover (CLC), est marquée par l'importance des territoires agricoles (52 % en 2018), une proportion sensiblement équivalente à celle de 1990 (52,8 %). La répartition détaillée en 2018 est la suivante : 
forêts (41,6 %), terres arables (20,2 %), zones agricoles hétérogènes (19 %), prairies (12,8 %), zones urbanisées (6,4 %). L'évolution de l’occupation des sols de la commune et de ses infrastructures peut être observée sur les différentes représentations cartographiques du territoire : la carte de Cassini (XVIIIe siècle), la carte d'état-major (1820-1866) et les cartes ou photos aériennes de l'IGN pour la période actuelle (1950 à aujourd'hui).

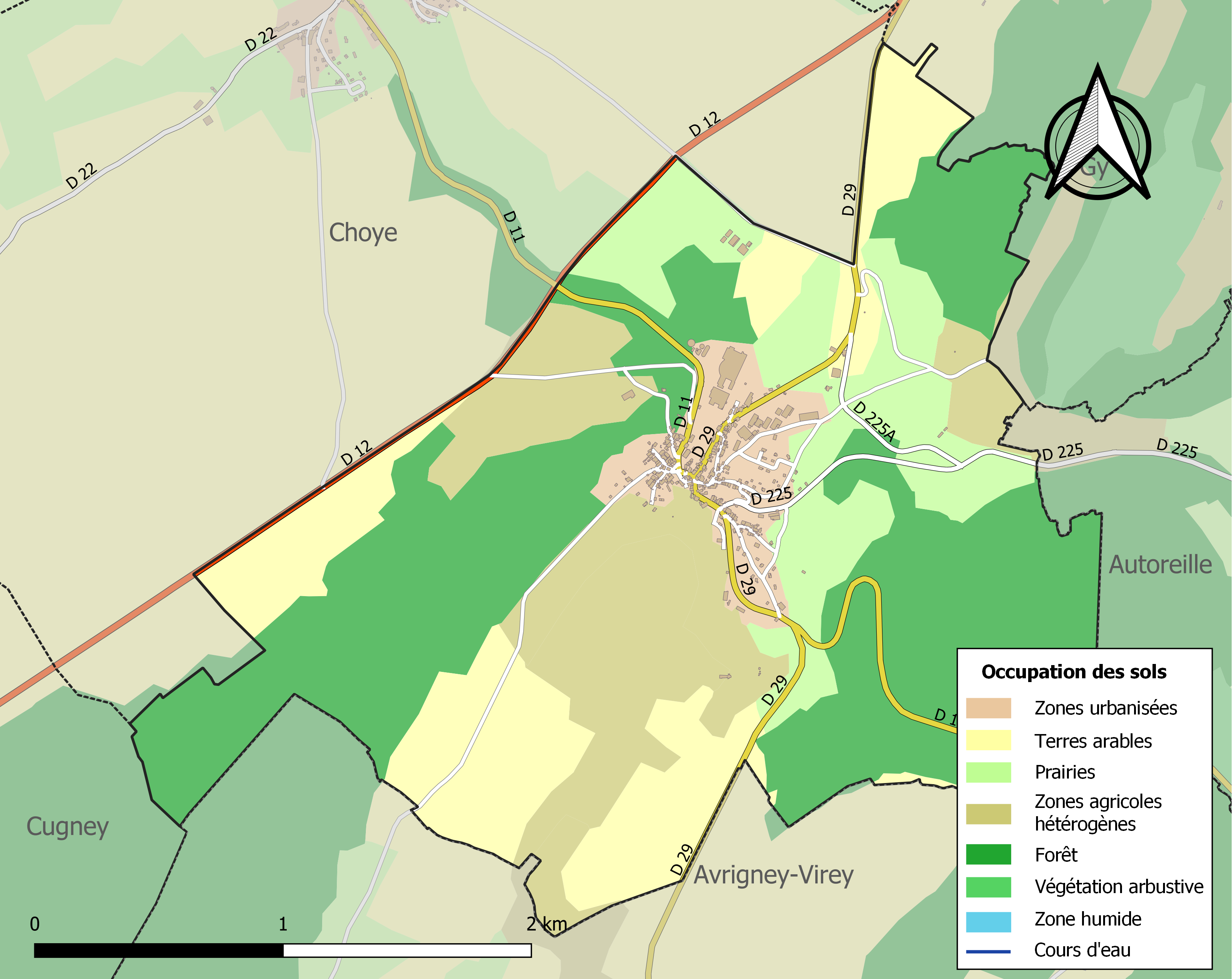
Carte des infrastructures et de l'occupation des sols de la commune en 2018 (CLC).

## Toponymie
Le nom « Charce » viendrait de l'oronyme pré-indo-européen *cars désignant des reliefs calcaires et notamment leurs formes particulières d'érosion (cf. karst). On retrouve cette racine dans les villages de Charcier (Jura) et La Charce (Drôme) ainsi que dans le Charsac, petit ruisseau drômois.

## Histoire
Charcenne est un village gaulois puis gallo-romain réputé pour ses vignobles.

## Politique et administration

### Rattachements administratifs et électoraux
La commune fait partie de l'arrondissement de Vesoul du département de la Haute-Saône,  en région Bourgogne-Franche-Comté. Pour l'élection des députés, elle dépend de la première circonscription de la Haute-Saône.
Elle fait partie depuis 1826 du canton de Marnay. La composition de ce canton a été modifiée dans le cadre du redécoupage cantonal de 2014 en France

### Intercommunalité
Charcenne est membre de la communauté de communes des Monts de Gy, un établissement public de coopération intercommunale (EPCI) à fiscalité propre créé fin 1999 et auquel la commune a transféré un certain nombre de ses compétences, dans les conditions déterminées par le code général des collectivités territoriales.

### Liste des maires
| Période                                  | Période                       | Identité         | Étiquette | Qualité                                                                           |
| ---------------------------------------- | ----------------------------- | ---------------- | --------- | --------------------------------------------------------------------------------- |
| Les données manquantes sont à compléter. |                               |                  |           |                                                                                   |
| 1925                                     | 1945                          | Albert Guillaume |           |                                                                                   |
| 1945                                     | 1974                          | Pierre Milleret  |           |                                                                                   |
| 1974                                     | 2001                          | Jacques Milleret |           | Chef d'entreprise                                                                 |
| mars 2001                                | En cours (au 15 juillet 2020) | Michel Renevier  |           | Vice-président de la CC des Monts de Gy (2014 → ) Réélu pour le mandat 2020-2026, |

### Politique environnementale
Un projet de méthanisation collective dans le secteur de Charcenne est initié depuis 2013 par l'association Ener-Gy Graylois et concernerait une centaine d’agriculteurs dans un rayon d'une quinzaine de kilomètres. L'installation produirait de l'électricité revendue à EDF et de la chaleur utilisée par la fromagerie Milleret. Le chantier pourrait débuter vers 2017 et l'installation permettrait de valoriser 75 000 tonnes de fumier et 10 000 tonnes de lisier, en produisant 1,4 MW, permettant d’éviter la consommation de  4 500 tonnes d’équivalent CO2.

## Population et société

### Démographie
L'évolution du nombre d'habitants est connue à travers les recensements de la population effectués dans la commune depuis 1793. Pour les communes de moins de 10 000 habitants, une enquête de recensement portant sur toute la population est réalisée tous les cinq ans, les populations de référence des années intermédiaires étant quant à elles estimées par interpolation ou extrapolation. Pour la commune, le premier recensement exhaustif entrant dans le cadre du nouveau dispositif a été réalisé en 2005.

En 2022, la commune comptait 298 habitants, en évolution de −12,09 % par rapport à 2016 (Haute-Saône : −1,4 %, France hors Mayotte : +2,11 %).
| 1793 | 1800 | 1806 | 1821 | 1831 | 1836 | 1841 | 1846 | 1851 |
| ---- | ---- | ---- | ---- | ---- | ---- | ---- | ---- | ---- |
| 987  | 780  | 798  | 764  | 877  | 889  | 892  | 823  | 827  |

| 1856 | 1861 | 1866 | 1872 | 1876 | 1881 | 1886 | 1891 | 1896 |
| ---- | ---- | ---- | ---- | ---- | ---- | ---- | ---- | ---- |
| 679  | 686  | 717  | 661  | 645  | 603  | 536  | 466  | 405  |

| 1901 | 1906 | 1911 | 1921 | 1926 | 1931 | 1936 | 1946 | 1954 |
| ---- | ---- | ---- | ---- | ---- | ---- | ---- | ---- | ---- |
| 404  | 401  | 370  | 308  | 286  | 290  | 294  | 266  | 269  |

| 1962 | 1968 | 1975 | 1982 | 1990 | 1999 | 2005 | 2006 | 2010 |
| ---- | ---- | ---- | ---- | ---- | ---- | ---- | ---- | ---- |
| 258  | 266  | 262  | 292  | 267  | 329  | 349  | 350  | 340  |

| 2015 | 2020 | 2022 | - | - | - | - | - | - |
| ---- | ---- | ---- | - | - | - | - | - | - |
| 341  | 309  | 298  | - | - | - | - | - | - |

### Médias et numérique
Le quotidien régional L'Est républicain relate les actualités de la commune dans son édition locale de Vesoul Haute-Saône. La chaîne de télévision France 3 Franche-Comté et la station de radio France Bleu Besançon relaient les informations locales.

### Cultes
Charcenne dispose de deux lieux de culte de confession catholique, l'église Notre-Dame-de-l'Assomption et la chapelle Notre-Dame de Leffond. Au sein du diocèse de Besançon, le doyenné de la Plaine de Gray regroupe six paroisses dont celle des Monts de Gy à laquelle appartient la commune.

## Économie

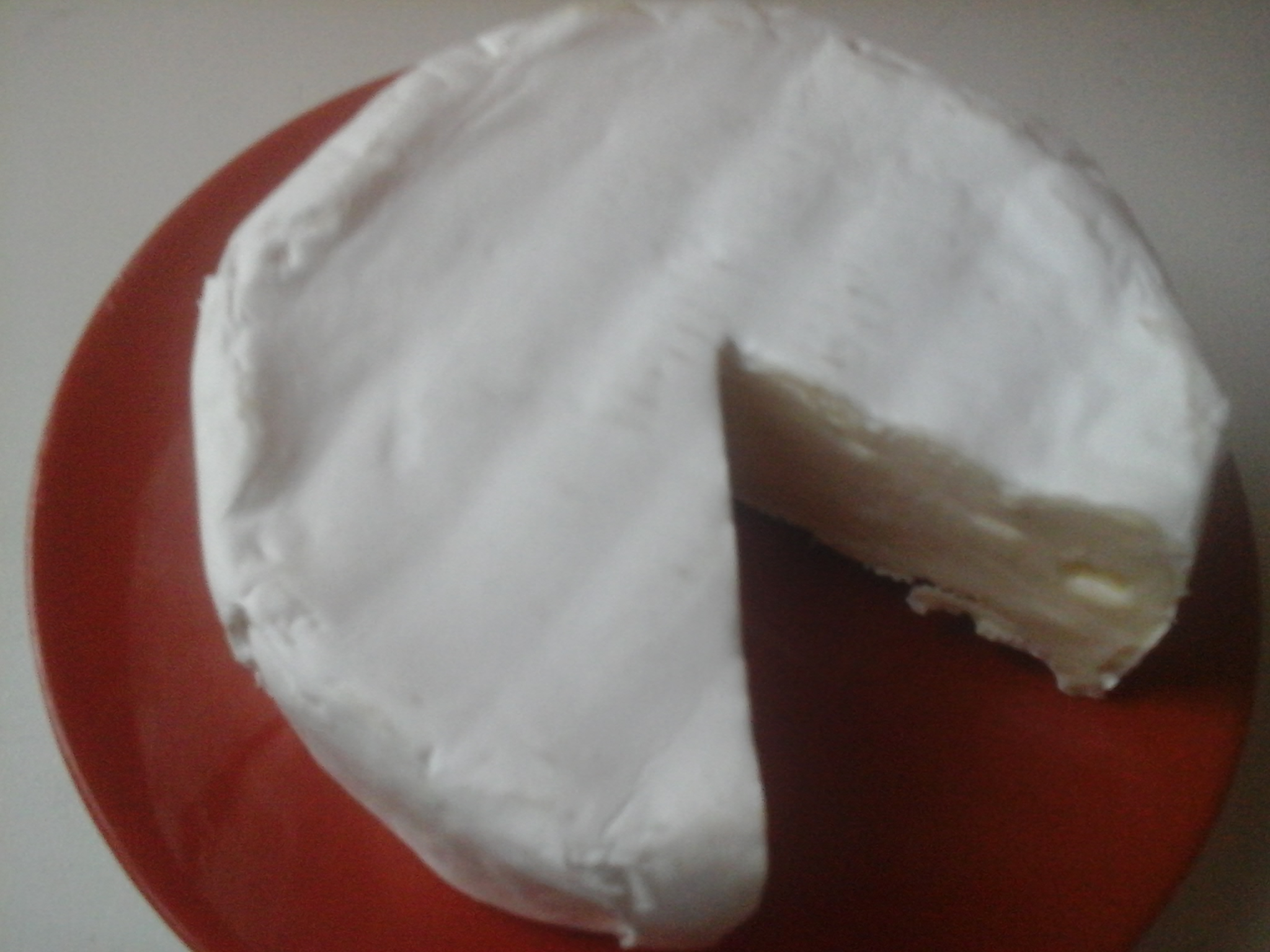
Fromage L'Ortolan.

- Fromagerie Milleret : Emmental et fromages à pâte molle (72 millions de litres de lait transformés en 2001), notamment le "Carré Charcennay", l' "Ortolan" et le "Roucoulons" ainsi que la cancoillotte à la moutarde depuis 2016[29],[30],[31].
- Pépinières Guillaume : viticulteur (spécialiste mondial du plant de vigne)

## Culture locale et patrimoine

### Lieux et monuments
- Église Notre-Dame de l'Assomption
- Chapelle du cimetière[32] inscrite au titre des monuments historiques en 2002.
- Chapelle Notre-Dame de Leffond, édifiée au XIIIe siècle modifiée à plusieurs reprises depuis, d'architecture romane[33],[34].
- Chapelle Saint-Jacques érigée en 1847[35]

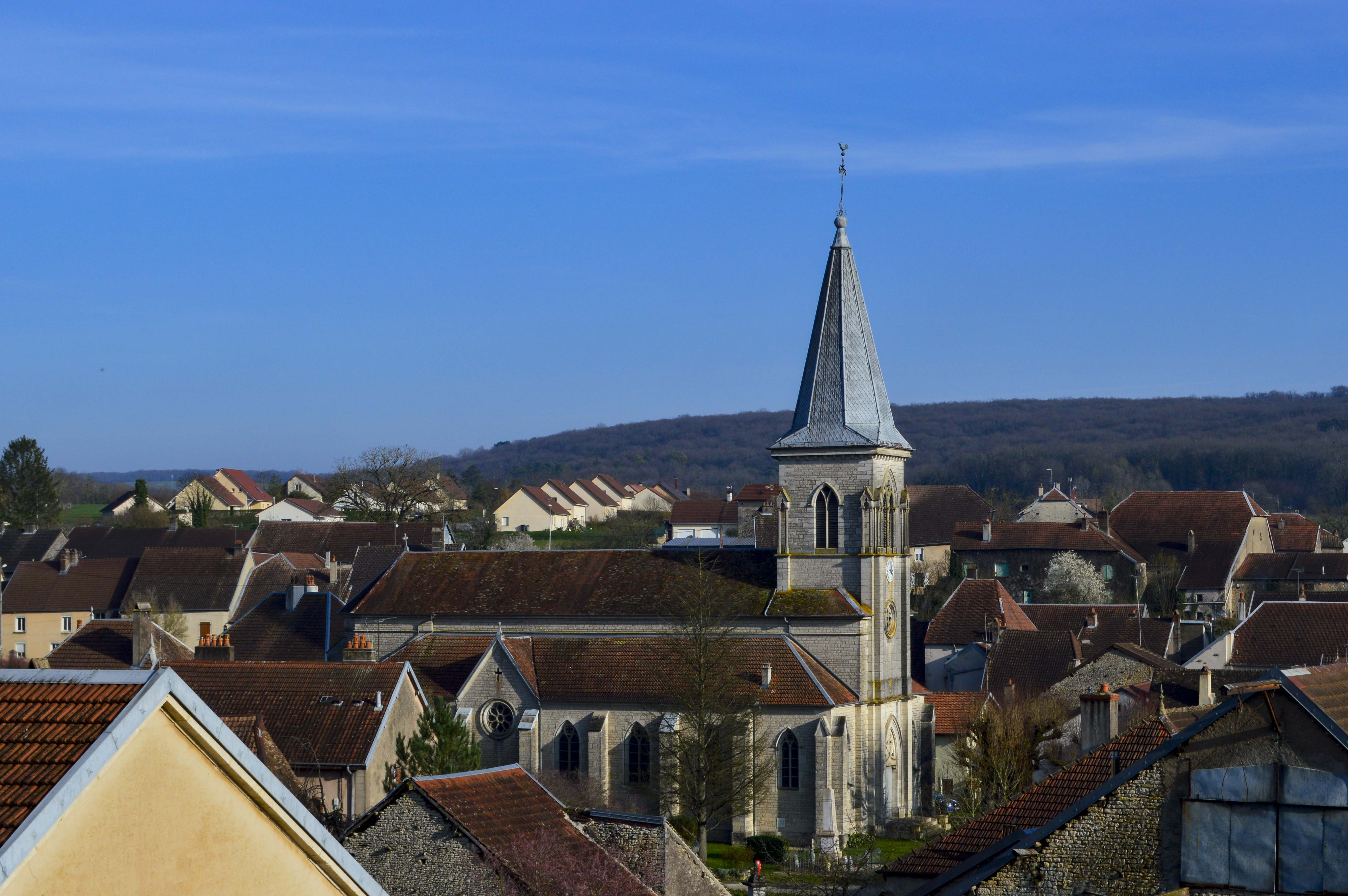
L'église Notre-Dame de l'Assomption.
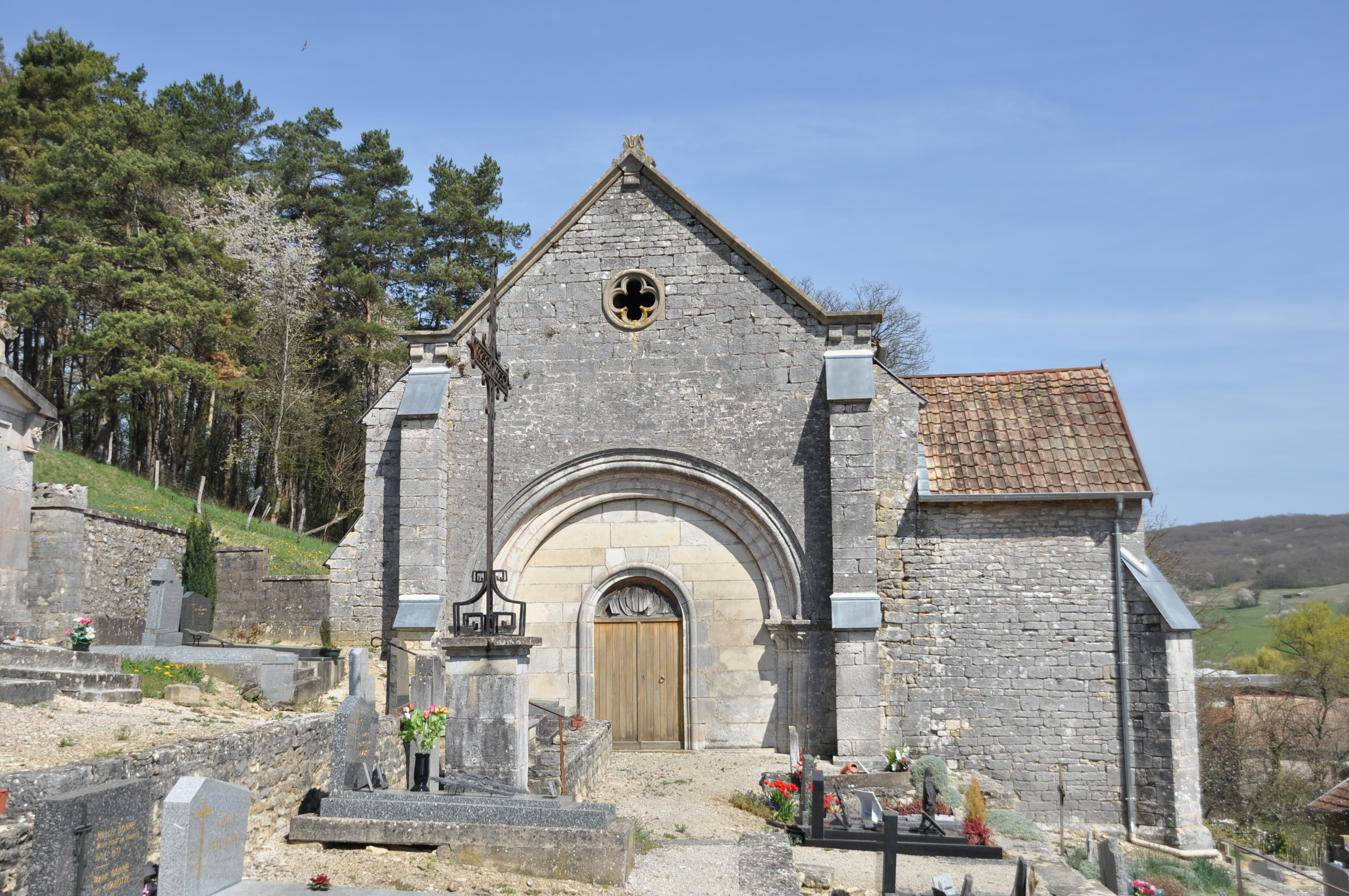
La chapelle du cimetière.
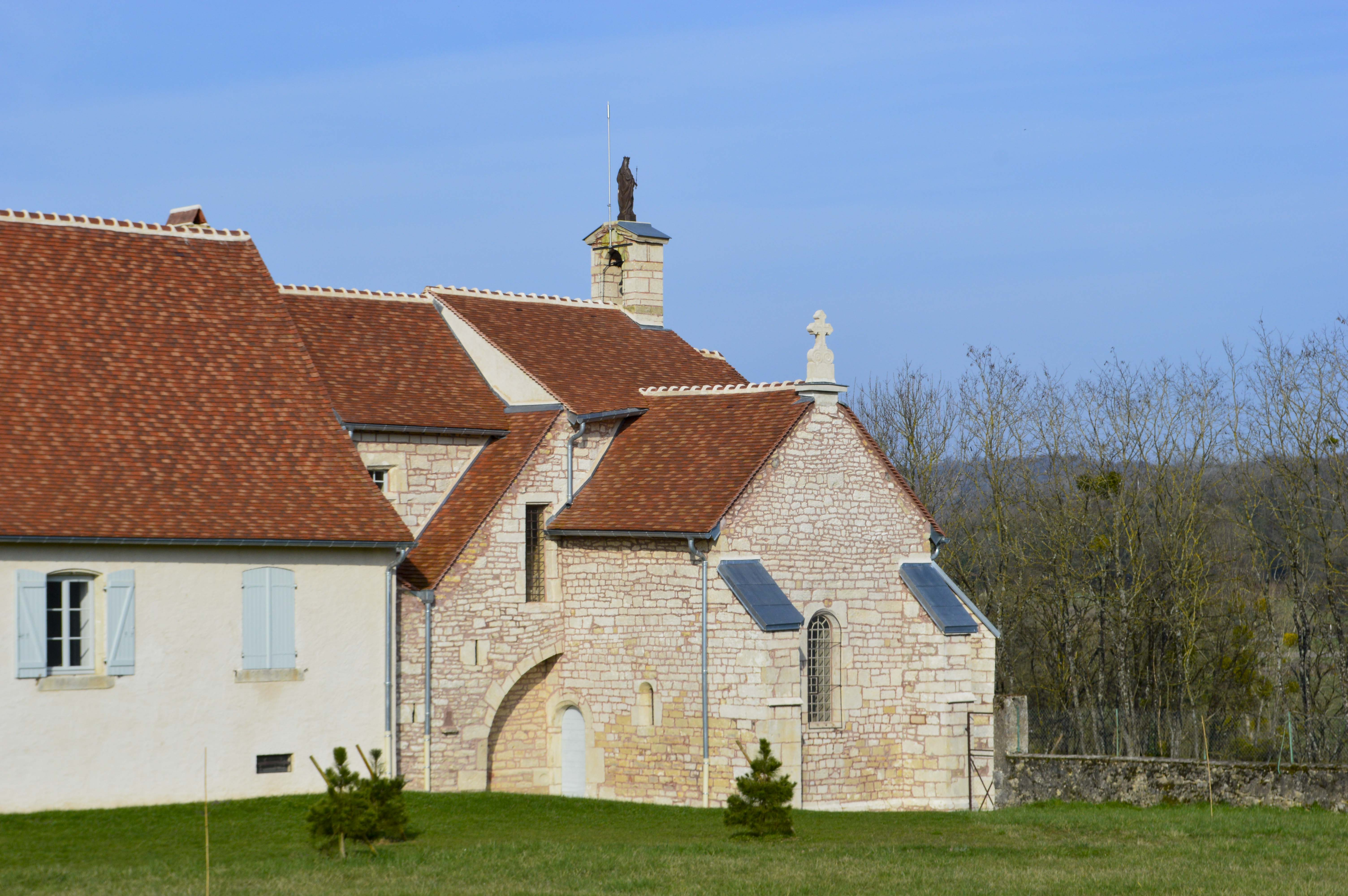
La chapelle Notre-Dame de Leffond.
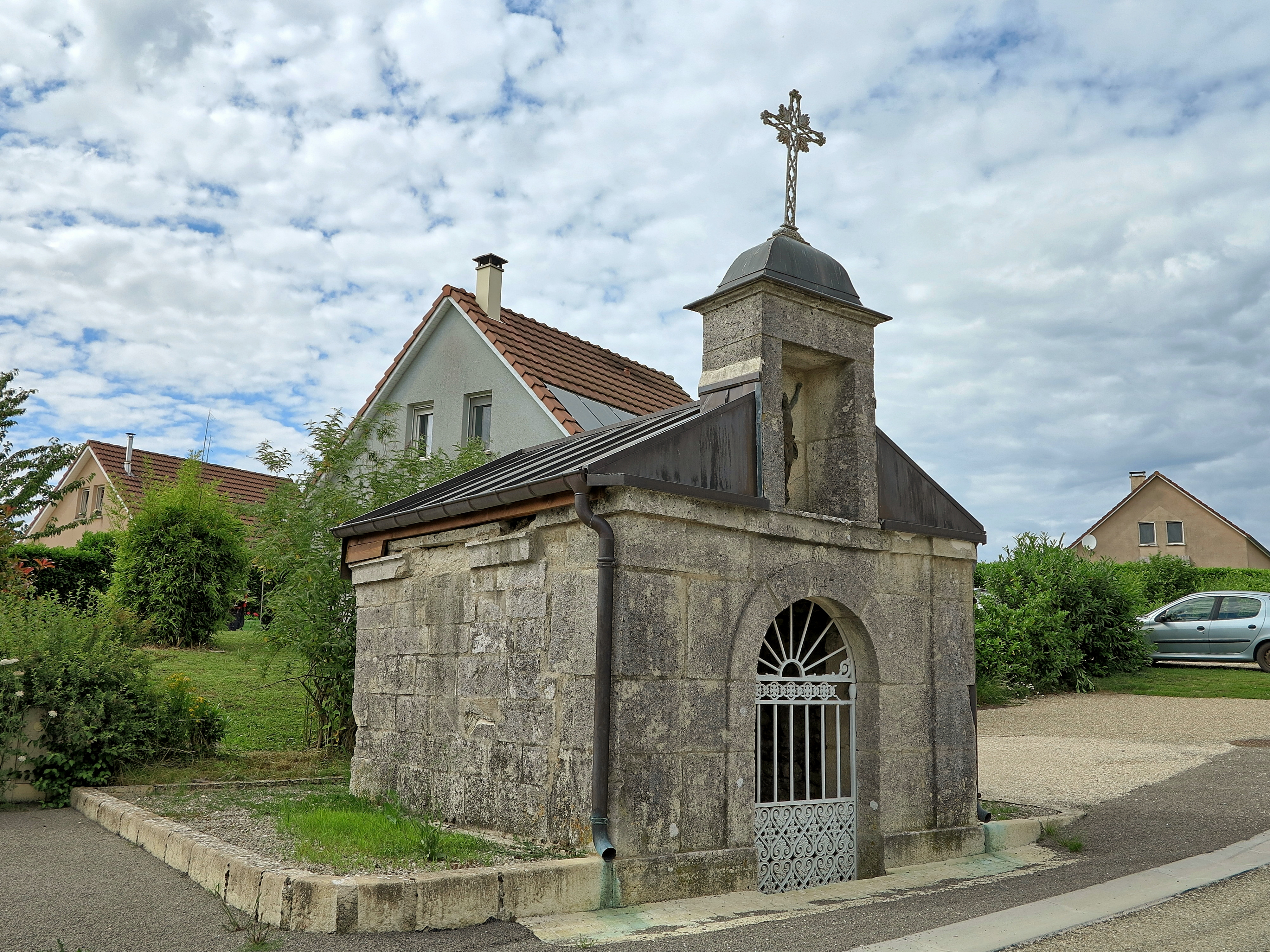
La chapelle Saint-Jacques.

- Château édifié entre le XVIIIe et le XIXe siècle
- Source de la Colombine, affluent rive gauche de la Morthe
- Lavoir alimenté par un barrage sur la Colombine.
- Fontaine ronde place de l'église.
- Habitat vigneron.

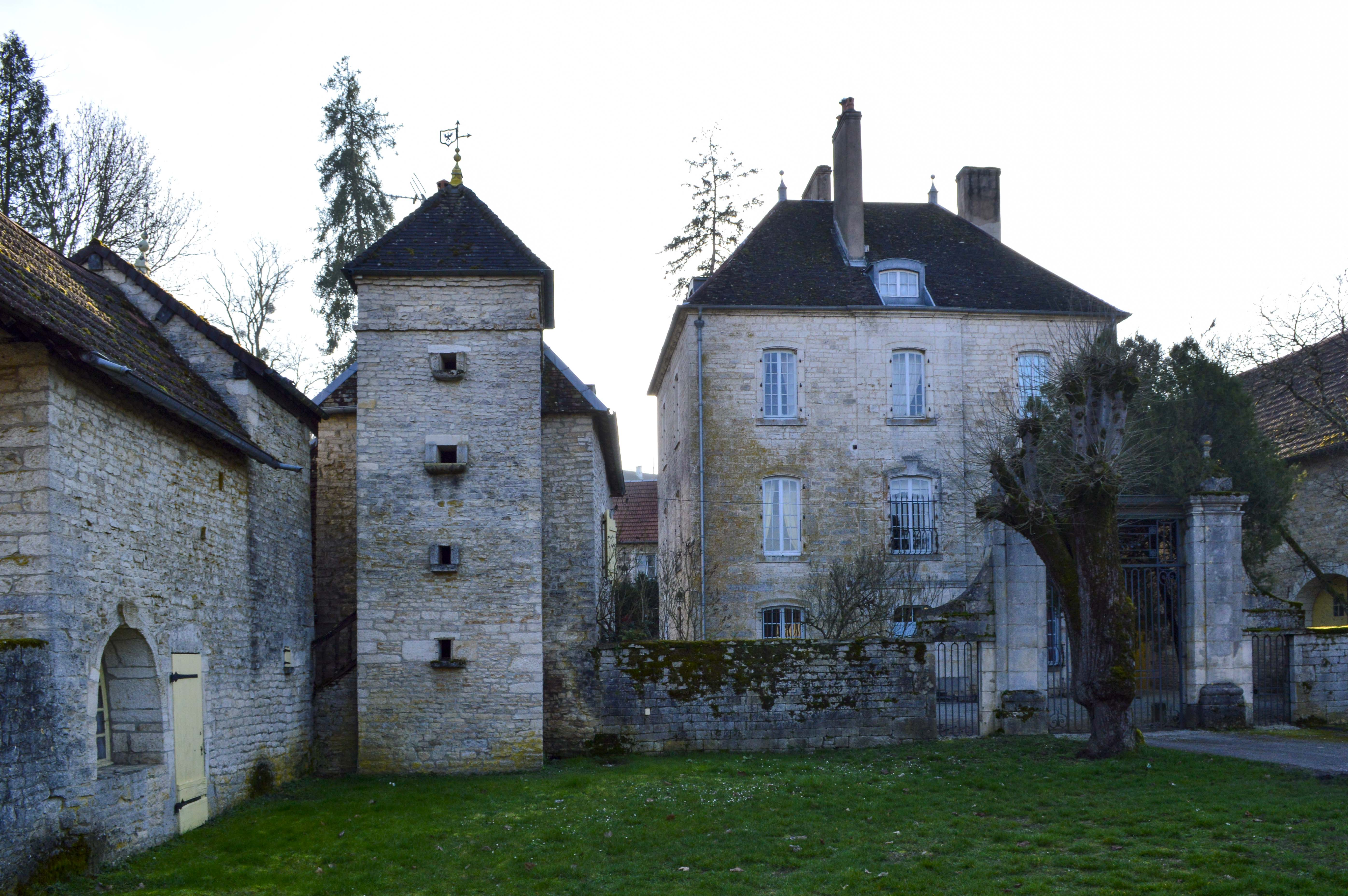
Le château.
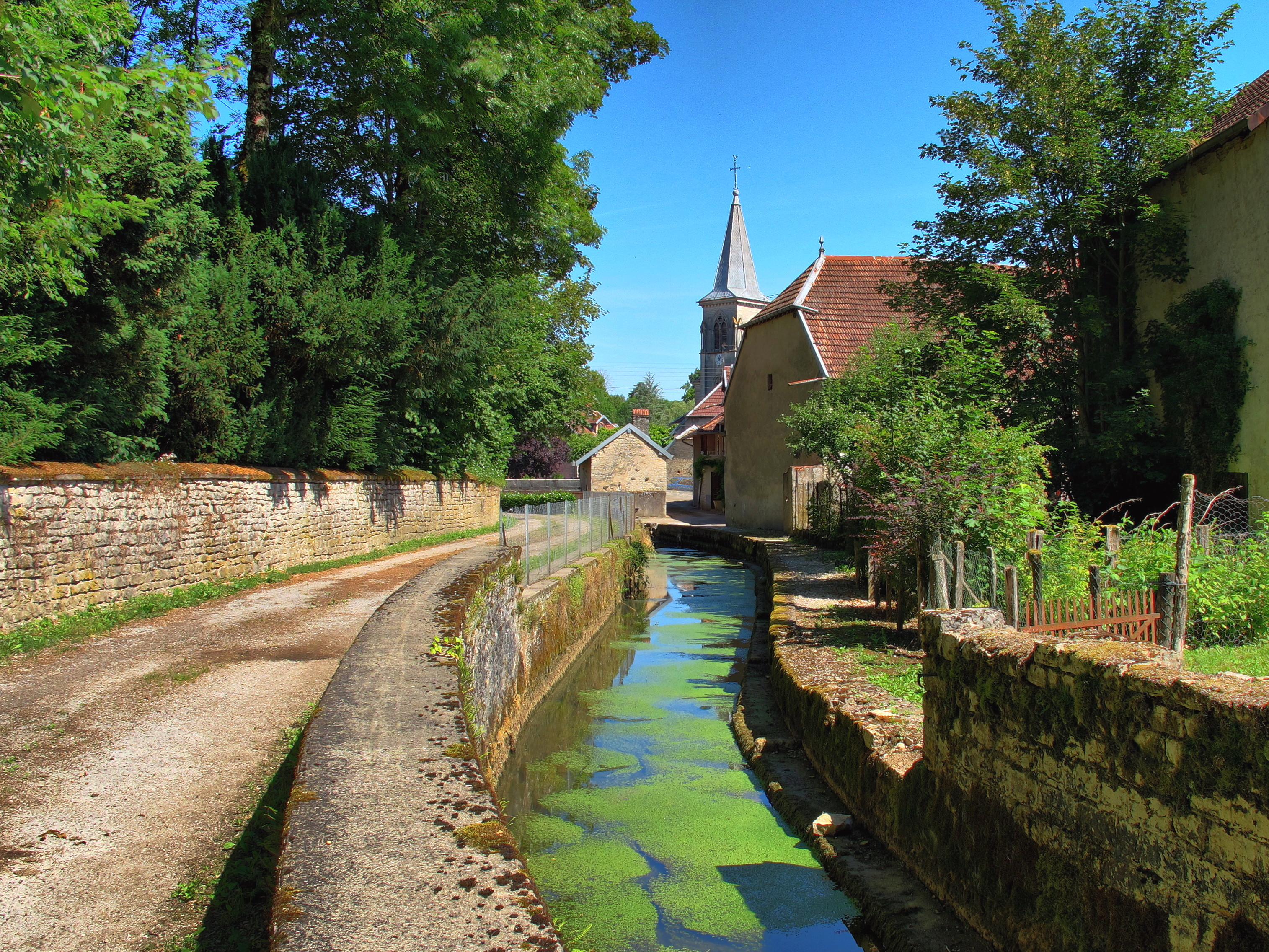
La Colombine canalisée à son entrée dans le village.
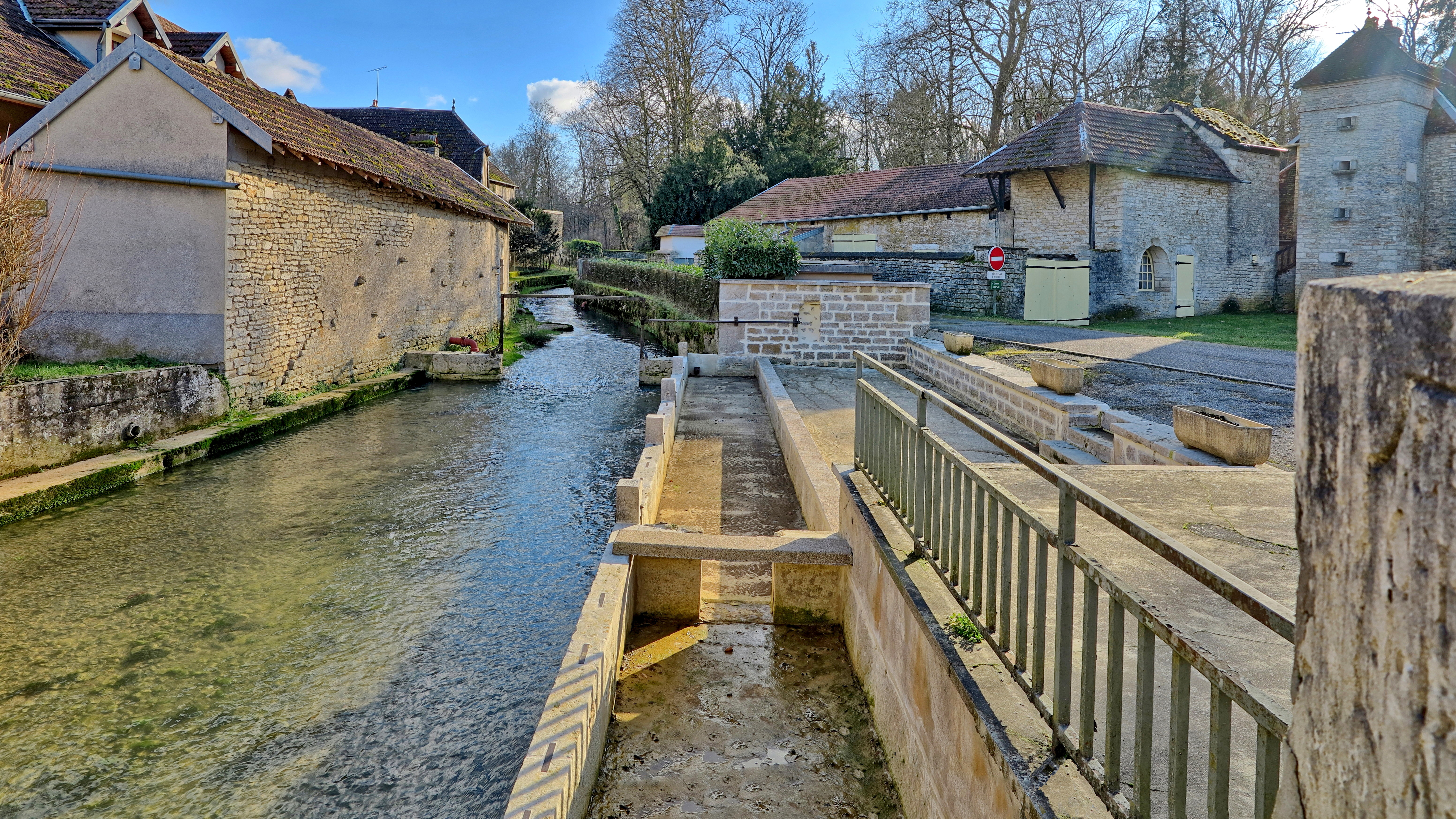
Le lavoir.
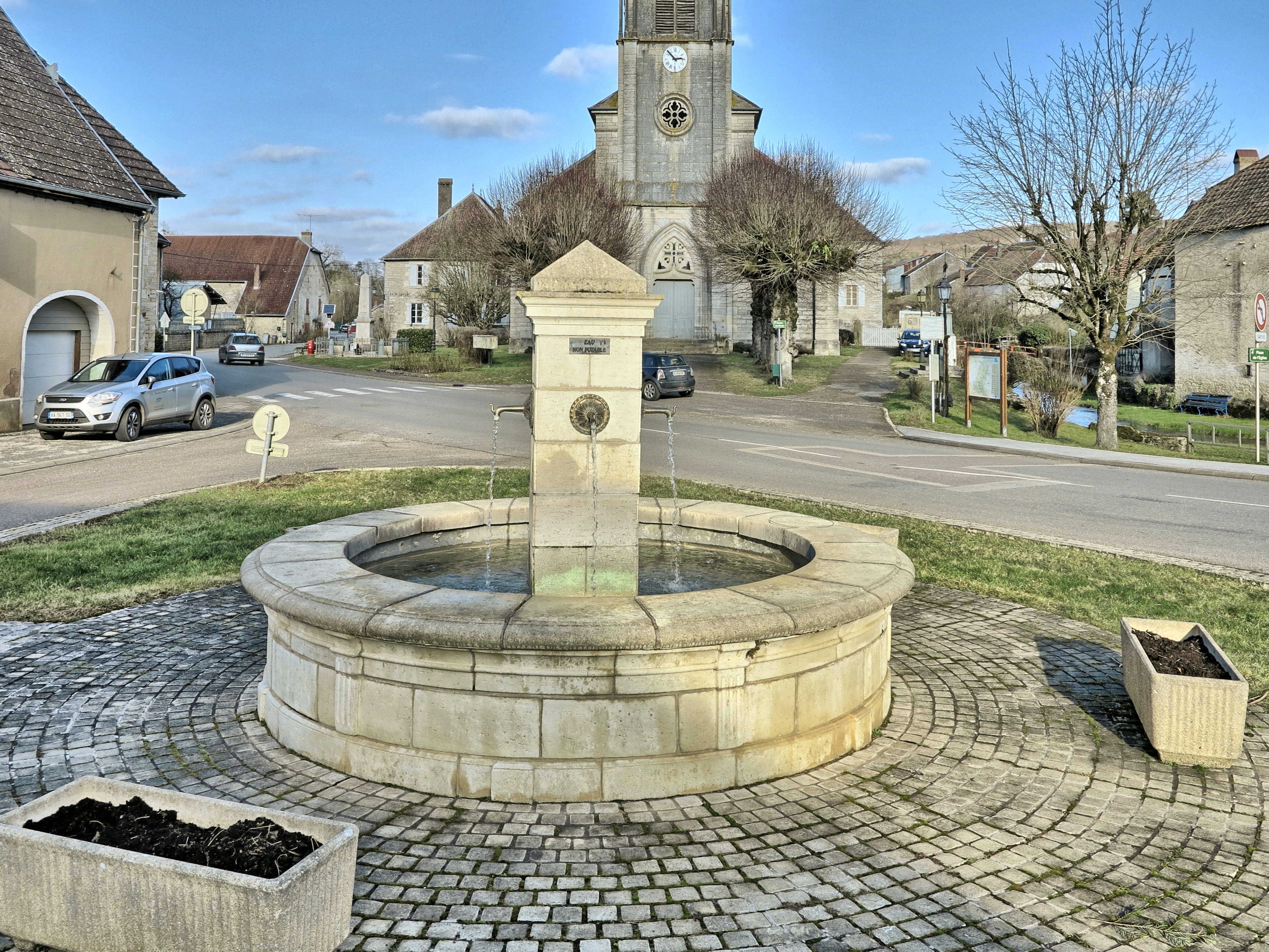
La fontaine.

### Manifestations culturelles et festivités
Après l'arrêt de la fête des vendanges, il y a quelques années, la commune organise en général au mois de juin, une journée artisanale.

### Personnalités liées à la commune
- Jean-Baptiste Brusset, sénateur
- Huguette Galmiche[36], mère de Johnny Hallyday

### Héraldique
| Blason de Charcenne | Blason  | De sinople chargé en pointe d'une tomme de comté d'argent entaillée en pointe dextre et d'une grappe de raisin du même brochant en cœur. |
| Blason de Charcenne | Détails | Le statut officiel du blason reste à déterminer.                                                                                         |